# Sunetul muntelui (film)
Sunetul muntelui (山の音 Yama no Oto?) este un film alb-negru japonez din 1954 regizat de Mikio Naruse și cu actorii Setsuko Hara, Sō Yamamura și Ken Uehara în rolurile principale. Filmul este inspirat din romanul Vuietul muntelui — tradus într-o altă versiune sub titlul Sunetul muntelui — al scriitorului japonez Yasunari Kawabata, viitor laureat al Premiului Nobel pentru literatură (1968). Acest film este a treia adaptare cinematografică a unei opere literare a lui Kawabata pe care a realizat-o Naruse, după Otome-gokoro – Sannin-shimai (1935) și Maihime (1951), iar cineastul japonez l-a considerat unul din filmele sale favorite.
Acțiunea filmului are loc în epoca postbelică a Japoniei, perioadă marcată de schimbări social-culturale profunde. Filmul urmărește dinamica relațiilor casnice în contextul istoric postbelic, analizând într-un mod melodramatic, dar modernist, aspecte esențiale precum spațiul casnic, libertatea partenerilor și subiectivitatea feminină. Personajul principal este un bărbat în vârstă pe nume Shingo Ogata (interpretat de Sō Yamamura), care asistă neputincios la destrămarea căsătoriilor ambilor săi copii.
Scenariul filmului este fidel în multe aspecte romanului de inspirație, dar, cu toate acestea, Yōko Mizuki (colaboratoarea obișnuită a cineastului Mikio Naruse) deplasează accentul de la perspectiva masculină a cărții către o perspectivă feminină. Dilema existențială a filmului nu mai este astfel simțirea apropierii morții de către bătrânul Shingo (ca în roman), ci eliberarea nurorii sale, Kikuko, de viața casnică și fără perspective pe care o duce.
Sunetul muntelui face parte dintr-un ciclu cinematografic al lui Naruse axat pe conflictele emoționale domestice, îndeosebi între soți și soții. Unii critici de film au identificat existența unor paralele narative între Tokio Story (1953) al lui Yasujirō Ozu și Sunetul muntelui (1954) al lui Mikio Naruse în ceea ce privește prezentarea evoluției relațiilor familiale în cadrul societății japoneze postbelice.

## Rezumat

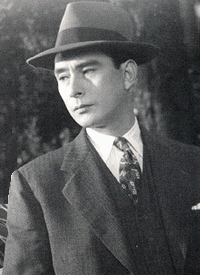
Shūichi (interpretat de Ken Uehara)

Tânărul Shūichi Ogata lucrează la întreprinderea pe care o conduce tatăl său și locuiește împreună cu soția sa, Kikuko, în casa părintească din Kamakura. Relațiile dintre cele patru persoane - mamă, tată, fiu și noră - sunt destul de complicate și ambigue. Fiul își neglijează soția și o înșală cu focoasa Kinuko pe care o compară cu un „torent”, în timp ce soția lui ar fi asemănătoare unui „lac”. Spre deosebire de el, tatăl său, Shingo, o adoră pe nora sa, Kikuko, și o tratează cu bunăvoință și respect, provocând gelozia ascunsă a lui Yasuko, propria sa soție. Familia și-a pierdut recent menajera, așa că nora Kikuko a început să efectueze ea însăși activitățile casnice, fără a se plânge de greutăți. Soțul ei vine adesea beat acasă la miezul nopții și nu mai apucă să mai schimbe o vorbă cu Kikuko.
Soții Shingo și Yasuko mai au o fiică pe nume Fusako, care este căsătorită cu un soț nestatornic, cu care are doi copii. Căsnicia lui Fusako trece, de asemenea, prin momente grele ca urmare a infidelităților soțului, iar Fusako revine în casa părintească cu cei doi copii și îi reproșează tatălui că a măritat-o cu un om neserios și că o tratează mai cordial pe Kikuko. Shingo încearcă să-și ajute ambii copii în rezolvarea problemelor conjugale: îl roagă pe Shūichi să discute cu Aihara, soțul lui Fusako, și investighează relația extraconjugală a lui Shūichi pentru a-l forța să se despartă de amantă și să-și asume un comportament mai decent. Încercând să găsească o soluție la problemele fiului, tatăl îi sugerează nurorii sale, atunci când o însoțește la spital, că tânăra familie ar avea un trai mai bun într-o locuință proprie.

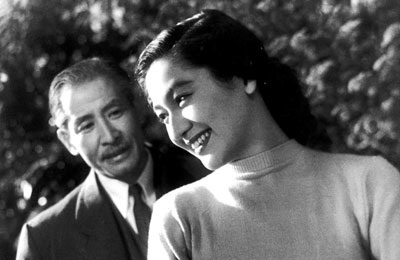
Shingo (Sō Yamamura) și Kikuko (Setsuko Hara) în Sunetul muntelui

Mai târziu, Shūichi îi dezvăluie tatălui său că Kikuko a mers la spital pentru a face avort, deoarece ea refuza să aibă un copil cât timp situația lor casnică era nesigură pentru a nu fi nevoită mai târziu să împărtășească soarta lui Fusako. Între tată și fiu izbucnește un conflict. Încercând să salveze căsnicia fiului său, Shingo se întâlnește cu amanta lui Shūichi și află că aceasta este însărcinată și că vrea să păstreze copilul, în ciuda tuturor opreliștilor. Tatăl înțelege că situația casnică a soților Shūichi și Kikuko este tot mai fragilă și, dezamăgit că încercarea sa a fost zadarnică, se întoarce acasă beat și află că nora sa a plecat pentru câteva zile să-și viziteze proprii părinți. În zilele următoare el primește un apel telefonic de la Kikuko, care îl roagă să vină în Parcul Imperial pentru a se întâlni cu ea. Acolo, în cursul unei scene emoționante, Shingo îi spune lui Kikuko că ar trebui să fie liberă pentru a obține propria fericire, dar îi cere totuși să se mai gândească înainte de a se hotărî să-și părăsească soțul. Bătrânul își exprimă apoi dorința de a se retrage cu soția sa la vechea lor casă din regiunea muntoasă Shinshū pentru a aștepta acolo liniștiți venirea morții.

## Distribuție
- Setsuko Hara - Kikuko Ogata, soția lui Shūichi și nora lui Shingo[1]
- Sō Yamamura - Shingo Ogata, capul familiei Ogata, om de afaceri din Tokyo[1]
- Ken Uehara - Shūichi Ogata, fiul lui Shingo și soțul lui Kikuko[1]
- Teruko Nagaoka - Yasuko Ogata, soția lui Shingo[1]
- Yōko Sugi - Eiko Tanizaki, secretara lui Shingo[1][13]
- Yatsuko Tan'ami - profesoara Ikeda, prietena lui Kinuko[1][13]
- Chieko Nakakita - Fusako Aihara, fiica lui Shingo și sora lui Shūichi[1][13]
- Nobuo Kaneko - contrabandistul Aihara, soțul lui Fusako[18]
- Rieko Sumi - croitoreasa Kinuko, văduvă de război, amanta lui Shūichi[1][13]
- Hisao Toake - prietenul lui Shingo, care-i aduce masca actorului Mizuta[18][19]
- Machiko Kitagawa - noua secretară a lui Shingo[18][19]
- Fumiko Saito - Satoko, fetița lui Fusako[1]
- Tsuruko Mano[18]

## Producție
Specializat în filme cu teme feministe, cineastul Mikio Naruse (1905-1969) a realizat la începutul anilor 1950 o serie de filme despre viața de familie, prezentând viața de zi cu zi a familiilor tinere provenite din clasa de mijloc și punând accentul pe problemele economice și emoționale ale cuplurilor care încercau să trăiască pe cont propriu în condițiile dificile ale epocii imediat postbelice. Mai multe astfel de cupluri nu aveau copii, iar soții lucrau ca funcționari în întreprinderi și erau situați undeva în partea de jos a ierarhiei, în timp ce soțiile duceau o viață casnică plicticoasă, neavând prea multe de făcut din cauza lipsei banilor. Personajele principale ale multor filme sunt femei. Cineastul evită panoramele largi și mișcările ostentative ale camerei, punând accentul pe acumularea constantă a unor incidente simple și pe interpretarea viguroasă a actorilor.
Filmele lui Naruse sunt axate în general pe teme contemporane, iar printre ele se numără și ecranizări ale unor opere literare japoneze.

### Scenariu

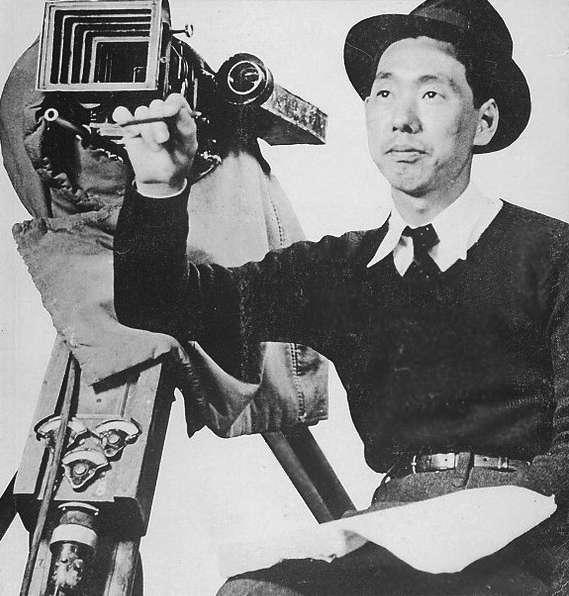
Cineastul Mikio Naruse la sfârșitul anilor 1940 sau începutul anilor 1950

Scenariul filmului, scris de Yōko Mizuki (colaboratoarea obișnuită a lui Mikio Naruse), a fost inspirat din romanul Sunetul muntelui (Vuietul muntelui) al scriitorului Yasunari Kawabata, viitor laureat al Premiului Nobel pentru literatură. În ciuda faptului că scenariul este fidel în multe aspecte romanului de inspirație, Mizuki și regizorul Naruse deplasează accentul de la perspectiva masculină a cărții către o perspectivă feminină. Protagonistul principal al romanului este sexagenarul Shingo, un bărbat care aparține lumii vechi și care este fascinat de puritatea fizică și spirituală a nurorii sale, Kikuko, înzestrată, de asemenea, cu o frumusețe deosebită. Întâmplările sunt povestite din punctul său de vedere. Yasunari Kawabata sondează psihologia personajului, prezentând, pe tot parcursul romanului, monologurile sale interioare și visele sale erotice relaționate cu femeile din viața sa și cu moartea prietenilor săi. Mintea bătrânului este tulburată de un misterios „sunet al muntelui”, care pare să fie o prevestire a morții apropiate. Apropierea morții pe care o simte Shingo își pune amprenta în roman atât asupra tuturor relațiilor sociale, cât și asupra viziunii generale asupra lumii.
Scenarista a eliminat o mare parte a monologurilor interioare ale bătrânului Shingo și, prin urmare, aspectul erotic al prozei lui Kawabata, realizând în schimb o descriere mai completă a personajelor feminine, în special a lui Kikuko. Această deplasare a accentului de la perspectiva masculină către perspectiva feminină poate fi observată inclusiv pe afișul original al filmului, în care Setsuko Hara se află în prim-plan, urmată de Ken Uehara, în timp ce figura lui Sō Yamamura abia se mai observă. Criticul de film Catherine Russell sugerează că, prin acest afiș, studioul Toho a vrut să capitalizeze succesul filmului Meshi (1951) în care Setsuko Hara și Ken Uehara interpretau un cuplu care se confrunta cu probleme casnice similare.
Acțiunea filmului se încheie cu scena întâlnirii în parc a lui Shingo cu Kikuko, care are loc undeva cam pe la trei sferturi din roman. În finalul cărții familia se reunește după ce Shūichi și-a părăsit amanta, iar toți patru plănuiesc să facă o excursie la casa de la țară. Modificând finalul poveștii, Yōko Mizuki transferă replica referitoare la perspectivă de la Shingo (așa cum era în roman) la Kikuko (în film), aceasta fiind prima replică în care personajul feminin afirmă o idee personală și nu răspunde cuiva sau își exprimă o emoție. Apare astfel mai clar ideea că familia va suferi o ruptură, iar relația complexă dintre Shingo și Kikuko se va modifica. Dilema existențială a filmului nu este simțirea apropierii morții de către Shingo (ca în roman), ci eliberarea lui Kikuko de viața casnică și fără perspective pe care o duce.

### Filmări

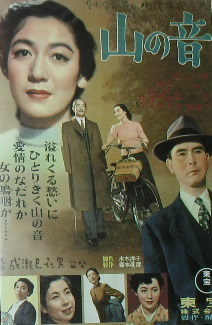
Afișul original al filmului

Filmul a fost produs de compania Toho, fiind filmat pe o peliculă alb-negru, și are o durată de 95 de minute (după altă sursă 94 de minute). Producătorul filmului a fost Sanezumi Fujimoto. Lungimea peliculei este de 2.592 de metri. Proiectul realizării acestui film a fost propus companiei Toho chiar de Naruse. Sunetul muntelui este a treia adaptare cinematografică a unei opere literare a lui Kawabata pe care a realizat-o Naruse, după Otome-gokoro – Sannin-shimai (1935) și Maihime (1951), iar cineastul l-a considerat unul din filmele sale favorite.
Distribuția filmului a fost formată din actori care mai colaboraseră cu Mikio Naruse. Setsuko Hara și Ken Uehara interpretează cuplul fără copii, a cărui poveste casnică dobândește o dimensiune existențială. Actrița Setsuko Hara, care interpretase până atunci roluri de fiică în filmele lui Yasujirō Ozu, a primit aici rolul unei soții captive într-o căsnicie lipsită de iubire. Spre deosebire de ea, Ken Uehara interpretase rolul soțului indiferent în două filme anterioare ale lui Mikio Naruse: Meshi (1951) și Fūfu (1953), în care se dovedise capabil să-și exprime emoțiile prin controlarea minuțioasă a gesticii și mimicii, fiind considerat de critici un „Cary Grant al Orientului”. Personajul interpretat de Uehara în Sunetul muntelui este o figură tragică destul de imobilă, care trece nepăsător prin viață ca un robot. Dramatismul intens al căsniciei eșuate este contrabalansat de cineast prin relația afectuoasă și plină de simpatie care se formează între nora Kikuko și socrul Shingo.
Un aspect curios a fost repartizarea în rolul tatălui Shingo a actorului Sō Yamamura, care era în realitate cu un an mai tânăr decât interpretul rolului fiului său, Ken Uehara. Yamamura interpretase rolul fiului cel mare al familiei Hirayama în filmul Tokio Story (1953) al lui Ozu și a fost îmbătrânit elegant în acest film pentru a juca rolul socrului lui Kikuko, unul dintre puținele personaje masculine simpatice din filmele lui Naruse. Relația conjugală a lui Shingo funcționează ca o relație de afaceri și, spre deosebire de filmele tipice narusene, soția Yasuko este persoana superficială, în timp ce soțul Shingo se dovedește a fi un observator acut al problemelor familiale.
Aproximativ în aceeași perioadă regizorul Mikio Naruse a realizat un alt film intitulat Late Chrysanthemums (晩菊 Bangiku?), după un scenariu inspirat din povestirile „Late Chrysanthemums”, „Narcissus” și „White Eagle” ale lui Fumiko Hayashi. Acest film prezintă povestea unei gheișe nefericite (interpretate de Haruko Sugimura) care-și abandonează cariera și devine cămătăreasă, împrumutându-și cu bani fostele colege. O parte din echipa tehnică a colaborat la ambele filme: producătorul Fujimoto, directorul de imagine Masao Tamai, scenograful Chūko Satoshi, sunetistul Hisashi Shimonaga, compozitorul Ichirō Saitō etc., plus actorul Ken Uehara.

## Analiză critică

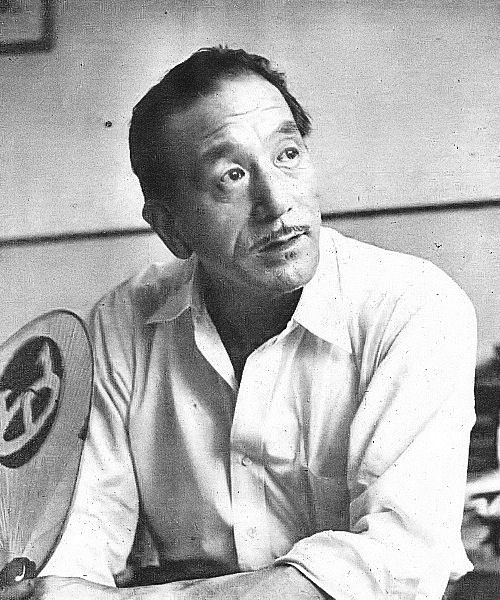
Sunetul muntelui a fost comparat prin subiectul său cu filmele lui Yasujirō Ozu.

Criticii de film japonezi au comparat adesea filmele lui Mikio Naruse cu cele ale lui Yasujirō Ozu, identificând existența unor numeroase paralele narative. Acțiunea filmelor ambilor cineaști are loc cu precădere în epoca postbelică a Japoniei și surprinde schimbările culturale care au afectat societatea japoneză. Tranziția culturală de la tradiție la modernitate a creat tensiuni în cadrul a numeroase familii, subminând unitatea lor prin declanșarea unor conflicte între generația copiilor și cea a părinților ca urmare a schimbării valorilor etico-sociale, precum și între soți și soții ca urmare a evoluției rolurilor casnice. Spre deosebire de filmele lui Ozu, filmele lui Naruse au un aspect mai sumbru și mai deprimant, probabil un efect al greutăților cu care cineastul s-a confruntat în trecutul său. În majoritatea filmelor lui Naruse interacțiunile personajelor au loc într-un mod mai lent, permițând reflecția și contemplarea.
Filmul Sunetul muntelui a produs empatie publicului prin surprinderea unor probleme sociale specifice societății contemporane, datorită concentrării cineastului Naruse pe ritualurile zilnice ale vieții casnice. Scriitorul Jun Takami a afirmat că i-a plăcut perspectiva bătrânului Shingo asupra vieții casnice, spre deosebire de cea a personajelor mai tinere pe care nu o agrea. În opinia criticului Kiyo Mikawa, publicul feminin a empatizat cu personajul Kikuko, a cărei viață nefericită a fost reprezentată în film, acuzând-o totuși că ar fi prea supusă și prea pasivă și că nu ar face suficiente eforturi pentru a-și schimba situația. Cu toate acestea, Mikio Naruse dezvăluie în ultima scenă că personajul are potențial de schimbare. Finalul filmului a fost considerat ambiguu, nefiind cunoscut modul cum vor fi rezolvate problemele protagoniștilor, dar nu oferă totuși speranțe pentru refacerea familiei despărțite.
Această ultimă scenă, cu o durată de 8 minute, a fost analizată de mai mulți critici care au evidențiat folosirea remarcabilă a spațiului prin trecerea de la prim-planuri generoase la perspectivă, alternanța între imaginile statice ale personajelor nemișcate și imaginile dinamice ale urmării deplasării lente prin parc, precum și lirismul detaliilor surprinse de cineast. Profesorul universitar francez André Scala conferă acestei scene un rol central în analiza cinematografiei lui Naruse în relație cu pictura olandeză a secolului al XVII-lea (reprezentată de artiști ca Vermeer, Pieter de Hooch, Frans Hals și Rembrandt), descoperind elemente comune: „cotidianul, relația între privirile și acțiunile personajelor și compoziția”. Această scenă este emblematică, în opinia profesorului Scala, pentru că exprimă „o tensiune între plenitudinea percepției vizuale și concentrarea interioară evidențiată prin dialog”, având o încărcătură metaforică profundă accentuată prin prezența cuvintelor „vedere” și „perspectivă”. Criticul de film Shigehiko Hasumi a asemănat această scenă cu alte scene din filmele lui Naruse în care un bărbat și o femeie se plimbă conversând în mijlocul naturii și, în ciuda panoramei spațiale ample, accentul este pus pe relația dintre cei doi. Bărbatul și femeia par singuri în acest spațiu vast, cu toate că aparatul de filmat surprinde din când în când alte familii care se plimbă prin parc. Modernismul lui Naruse este subliniat atât de Scala, cât și de Hasumi, care notează că modul utilizării spațiului și discursul cu privire la vedere și perspectivă scot în evidență complexitatea relației între bărbat și femeie.
Problemele celorlalte femei (Fusako, Eiko, Kinuko, Ikeda) sunt prezentate într-un mod mai direct și mai sincer decât cele ale lui Kikuko. Rămase singure din cauza războiului sau a infidelității soților, femeile sunt nevoite să-și croiască drum într-o societate în care bărbați precum Shūichi sunt victime psihologice ale războiului recent încheiat. Fusako a fost părăsită de soț pentru o altă femeie și-i reproșează tatălui că ține mai mult la Kikuko decât la ea, Kinuko este văduvă de război și consideră că are dreptul să aibă o relație și chiar un copil cu un bărbat însurat drept compensație pentru pierderea suferită, Eiko merge la dans cu Shūichi și cu tatăl lui și-l duce pe Shingo la casa lui Kinuko din simpatie pentru soarta nefericită a lui Kikuko. Scenariul conține unele remarci care evidențiază mutarea accentului de la perspectiva masculină (tipică lui Kawabata) către perspectiva feminină (tipică lui Fumiko Hayashi) precum cea a soției lui Shingo care-și învinuiește soțul că nu înțelege sentimentele femeilor: „tristețea unei femei este foarte diferită de tristețea unui bărbat”.

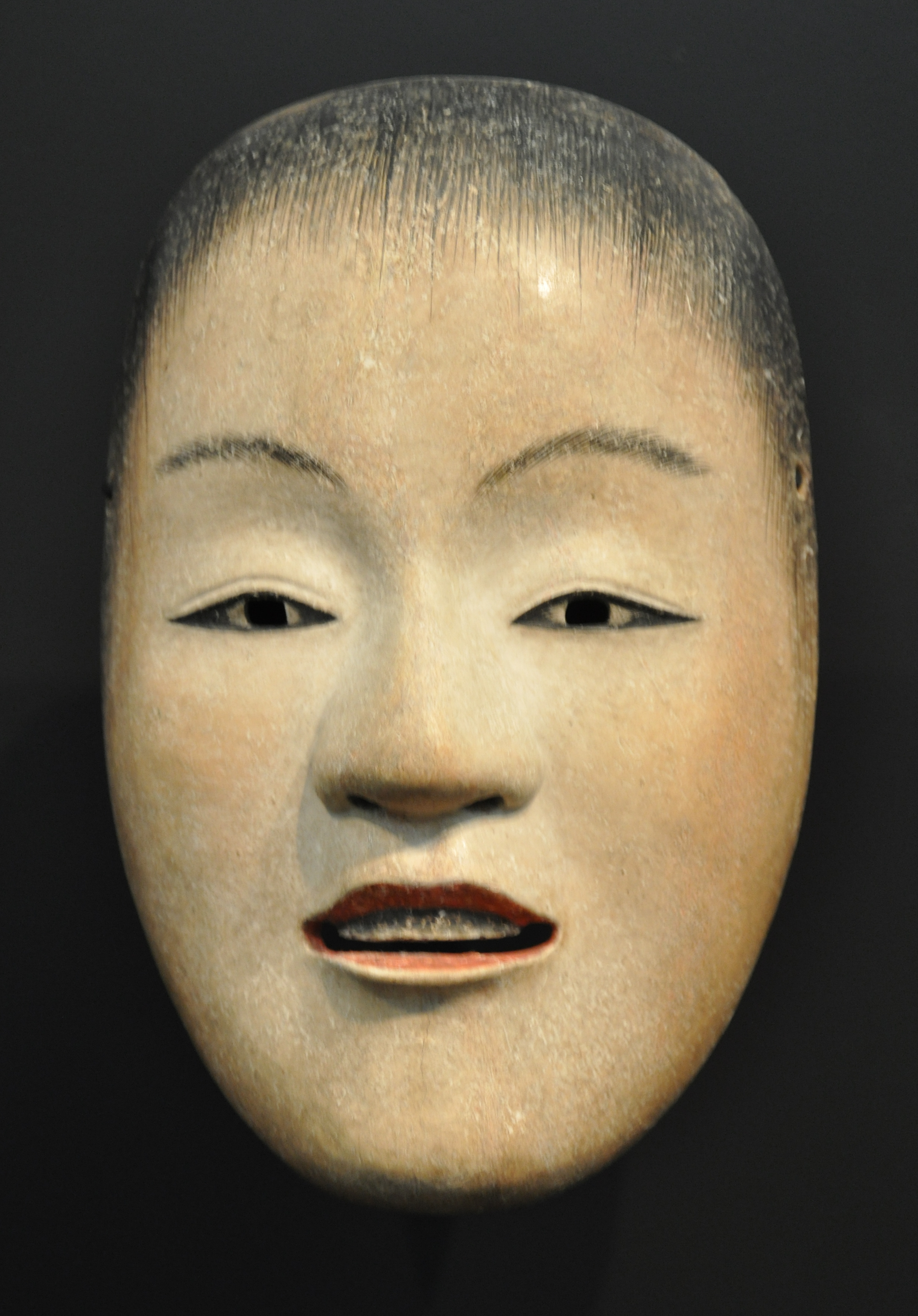
O mască nō ce reprezintă fața unui băiat la Muzeul Rietberg din Zürich.

La fel ca și Kawabata, Mikio Naruse explorează schimbările sociale și contradicțiile modernizării postbelice a Japoniei. Lumea veche — reprezentată în film de străzile din Kamakura cu case vechi construite în stil tradițional și cu grădini simple sau de masca nō pe care Shingo o achiziționează de la văduva unui prieten actor — avea reguli sociale rigide și nu ar fi permis destrămarea familiei Ogata. În contrast cu aceasta, lumea nouă formată după război este mai individualistă și respinge convențiile sociale anterioare. Cauza adulterului lui Shūichi ar fi, potrivit criticilor, plictiseala pe care o simte tânărul funcționar japonez față de viața casnică banală și formalistă alături de părinții tradiționaliști și de o soție docilă. Emanciparea tineretului conduce astfel la destrămarea familiilor și creează drame puternice.
Prezentarea la un moment dat a unei măști nō care are o asemănare ciudată cu fața copilăroasă a lui Kikuko conferă filmului un ton erotic și, în același timp, ușor mistic, îndemnând spectatorii să reflecteze mai mult la situația sentimentală delicată a personajului. Teatrul nō este o formă de teatru de elită apărută în cursul secolului al XIV-lea și jucată sub patronajul shogunatului, fiind destinată exclusiv aristocrației japoneze și interzisă restului populației până la Restaurația Meiji din 1868. Aspirația artiștilor era căutarea perfecțiunii printr-un ritual sacru și, prin urmare, întreținerea misterului și a ambiguității. Toate măștile nō au un aspect ambiguu, reprezentând personaje în același timp vii și moarte, vesele și triste, naive și răutăcioase, feminine și masculine, în funcție de iluminarea spațiului artistic și de mișcările corporale ale actorilor.
Masca folosită în film reprezenta fața unui băiat cu trăsături fine și nedefinite și avea, potrivit scenografului Chūko Satoshi, „un aspect care amintea cuiva de sexualitatea unei tinere femei”. La un moment dat, un vechi prieten al lui Shingo o roagă pe secretara Eiko să probeze masca și să își miște ușor capul în sus și în jos, ceea ce creează impresia că masca își schimbă expresia și-l determină pe bătrânul Shingo să observe că persoana androgină cu trăsături pure a căpătat brusc un aspect senzual. Acest gest are o încărcătură erotică. Scenograful Satoshi menționează o scenă care nu apare în film, dar care ar fi putut să fi fost filmată și apoi înlăturată la montaj, în care Shingo o roagă pe Kikuko să-și așeze masca pe față, dezvăluind astfel senzualitatea personajului. Este posibil ca Satoshi să nu-și amintească exact acea scenă: de altfel, atunci când Eiko își pune masca, ea începe să semene cu Kikuko după cum o dovedește privirea uimită a lui Shingo. Masca nu constituie oricum decât un accesoriu al frumuseții, căci ceea ce-l atrage pe Shingo este tocmai feminitatea tradițională a lui Kikuko.

## Lansare
Sunetul muntelui a fost lansat oficial la 15 ianuarie 1954 în Japonia, unde a fost distribuit de compania Toho. Ulterior în cursul aceluiași an, la 22 iunie 1954, compania Toho a lansat Late Chrysanthemums (晩菊 Bangiku?), un alt film regizat de Mikio Naruse după un scenariu inspirat din povestirile „Late Chrysanthemums”, „Narcissus” și „White Eagle” ale lui Fumiko Hayashi.
Compania Toho a produs o versiune cu subtitrare în limba engleză în perioada 1954-1955. Filmul a fost lansat în Statele Unite ale Americii mult mai târziu, după 25 de ani, la 2 decembrie 1979, într-o versiune cu subtitrare în limba engleză intitulată The Echo. O lună și jumătate mai târziu, la 21 ianuarie 1980, a fost relansat de compania Corinth Films sub titlul The Sounds from the Mountains, iar ulterior a fost difuzat sub titlul The Sound of the Mountain.
Filmul este disponibil pe suport DVD în colecția Eureka/Masters of Cinema din Marea Britanie.

## Recepție
Sunetul muntelui s-a clasat pe locul 6 în topul celor mai bune filme japoneze ale anului 1954, realizat de revista Kinema Junpō, după Cei șapte samurai (locul 3) al lui Akira Kurosawa și Kuroi ushio (locul 4) al lui Sō Yamamura, dar înaintea filmelor Late Chrysanthemums (locul 7) al lui Mikio Naruse și Guvernatorul Sansho (locul 9) al lui Kenji Mizoguchi; cu toate acestea, nu a câștigat vreun premiu. Actorul Sō Yamamura a câștigat în anul 1954 Premiul Mainichi pentru cel mai bun actor pentru interpretările sale din filmele Sunetul muntelui și Kuroi ushio.
Ghidul cinematografic The Rough Guide to Film a caracterizat Sunetul muntelui drept „un clasic superb filmat și superb interpretat”. În opinia criticului norvegian Dag Sødtholt de la revista cinematografică online Senses of Cinema, Mikio Naruse demonstrează în cele opt minute ale scenei finale că este egalul celebrilor cineaști contemporani Mizoguchi și Ozu. Unii critici, printre care Catherine Russell, au lăudat interpretarea lui Setsuko Hara, considerând-o „extrem de puternică” și bine măsurată ca în filmele lui Yasujirō Ozu și caracterizând-o ca exprimând emoții conflictuale complexe cu multă subtilitate.

## Legături externe
- en  Sound of the Mountain la Internet Movie Database
- en  Sunetul muntelui (film) la Rotten Tomatoes
- ja Sunetul muntelui în Japanese Movie Database
- ro  Sunetul muntelui (film) la CineMagia
- en  Sound of the Mountain: The Beauty of Pessimism